# Arena do Grêmio
L'Arena do Grêmio è uno stadio multi-uso a Porto Alegre, in Brasile. Inaugurato l'8 dicembre 2012, l'impianto viene utilizzato soprattutto per le partite di calcio ed è lo stadio di casa del Grêmio, sostituendo lo stadio olimpico Monumental. Con 60 450 posti, lo stadio è uno degli impianti più moderni in Sudamerica.

## Storia

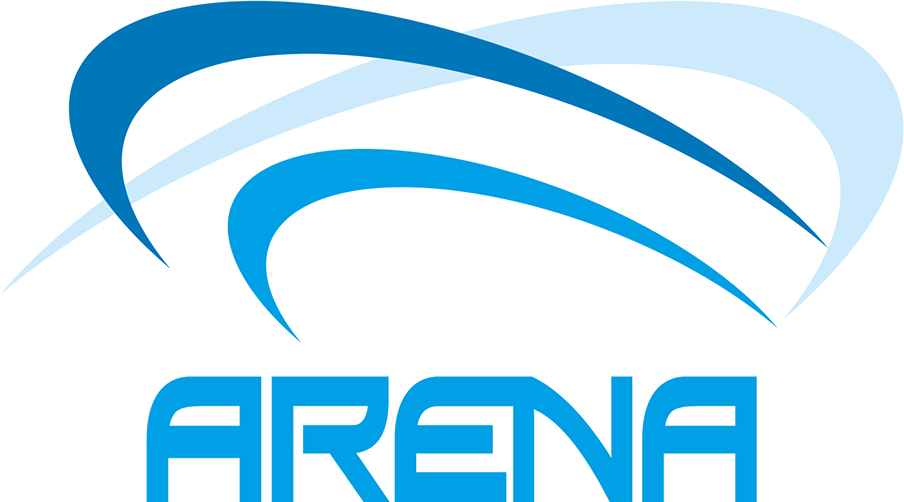
Logo dell'Arena do Grêmio

L'idea è nata nella metà del 2000, da parte della dirigenza del Grêmio, per costruire un nuovo stadio per ospitare partite del Tricolore. L'idea si è concretizzata nel 2006 con l'inizio degli studi sul progetto. L'obiettivo era quello di creare uno stadio autosufficiente, a differenza dello stadio olimpico Monumental, ormai fatiscente.
Da lì iniziò una discussione sul luogo di costruzione dello stadio: costruirlo nella stessa area del Monumental, sostituendo lo stesso, o in un'altra area differente. Nel novembre 2006, volto a dissipare questo dubbio, fu fatto uno studio di pre-fattibilità per la costruzione di un nuovo stadio, con la società olandese Amsterdam Arena Advisory.
La conclusione fu quella che l'Estádio Olimpico non soddisfaceva le aspettative del club, a causa degli elevati costi di manutenzione, la vecchiaia dell'impianto, il basso livello di comfort, sicurezza e servizi, il parcheggio insufficiente e la posizione in una zona molto popolata. Questa combinazione di fattori ha portato il club ad optare per la costruzione di un nuovo stadio, con il contributo finanziario degli sponsor, e con gli standard richiesti dalla FIFA.

### Inizio dei lavori

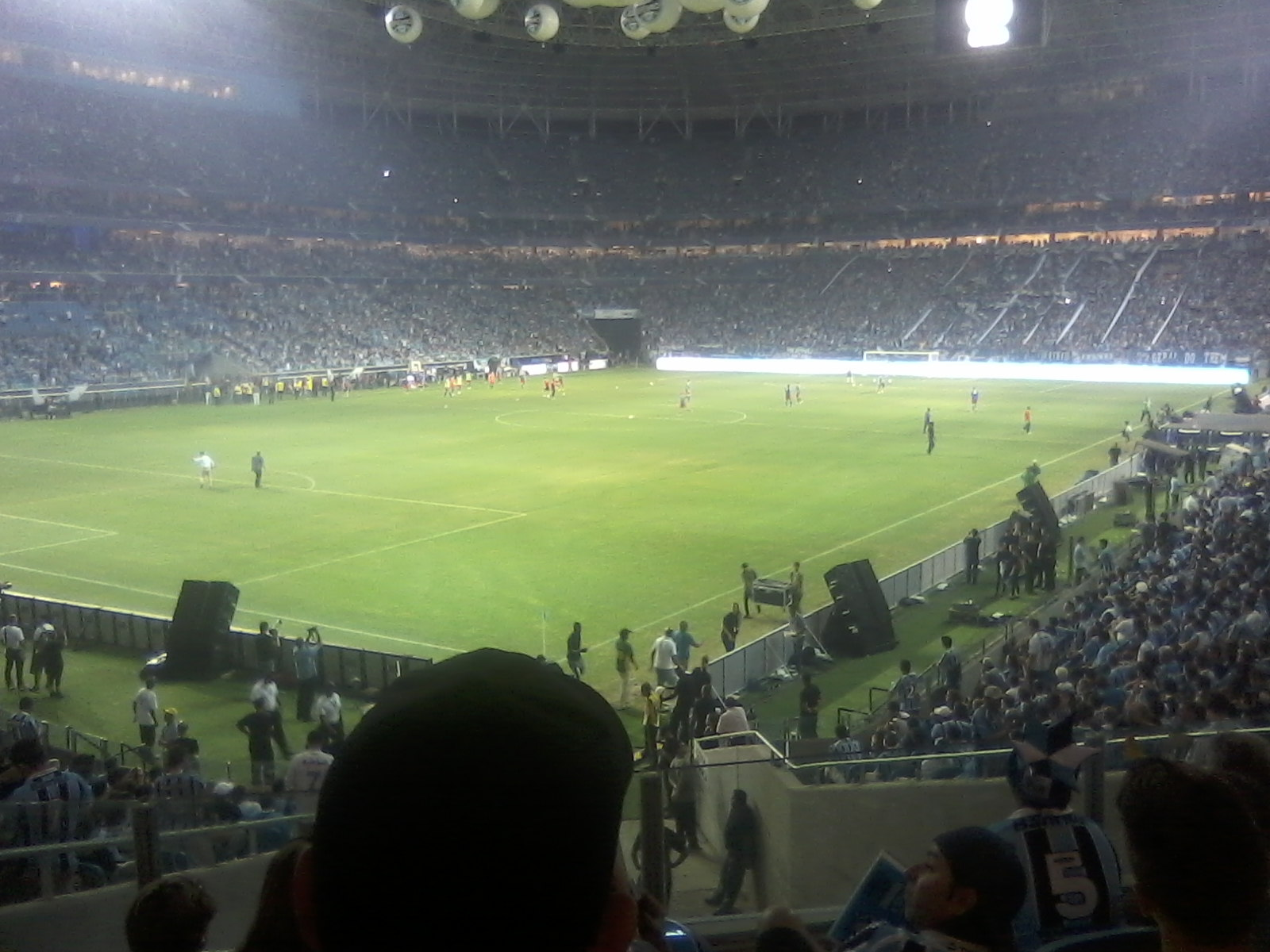
L'Arena il giorno dell'inaugurazione

Nell'ottobre del 2009, le recinzioni furono installate a circondare l'area di costruzione. Il 13 maggio 2010, un pennone con la bandiera del Grêmio fu piantato a terra.
L'inizio ufficiale dei lavori ebbe luogo il 20 settembre 2010, dopo l'uscita del corteo dall''Estádio Olímpico. Lo stesso giorno, in occasione della cerimonia di inizio dei lavori, Hugo de León, dopo l'atterraggio in elicottero, piantò una toppa di erba del vecchio stadio a terra nell'Arena. Più tardi, l'ex calciatore rappresentò simbolicamente l'inizio dei lavori spingendo un pulsante su una macchina per accenderla.
Alla fine del febbraio del 2011, circa trecento operai fermarono le loro attività, protestando per migliori salari, condizioni di lavoro, abitazioni, un permesso per visitare le loro famiglie (molti venivano dal Nord-est del Brasile), e un periodo di riposo più lungo. Le richieste furono soddisfatte in modo rapido, e tutti gli operai tornarono a lavorare a pieno regime.
C'era molta fretta di terminare lo stadio, per dimostrare alla FIFA di avere uno stadio pronto, mentre il Beira-Rio era ancora in costruzione per una migliorare l'infrastruttura. Tuttavia, questa fretta causò non pochi problemi e vessazioni, all'inaugurazione infatti si notò che il prato dell'Arena non era stato ben zollato, ciò fu motivo di reclamo da parte degli avversari.

## Partite importanti

### Inaugurazione
| Arbitro: | Carlos Amarilla |

|                                  |           |                |
| André Lima 9’ Marcelo Moreno 87’ | Marcatori | 71’ Westermann |

### 2012 Partita Contro la Povertà
| Arbitro: | Pierluigi Collina |

|                                                |           |                       |
| Bebeto 36’ Cacá Ferrari 79’ Leandro Damião 87’ | Marcatori | 60’ Falcão 65’ Zidane |

### Prima partita ufficiale
| Porto Alegre 30 gennaio 2013, ore 22:00 Utc-2 Coppa Libertadores 2013 (primo turno) | Grêmio       | 1 – 0 (d.c.r.) referto | LDU Quito | Arena do Grêmio\| Arbitro: \| Saúl Laverni \| |
| Arbitro:                                                                            | Saúl Laverni |                        |           |                                               |

### Prima amichevole internazionale
| Arbitro: | Víctor Hugo Carrillo |

|                                           |           |  |
| Oscar 53’ Hernanes 84’ Lucas 90+2’ (rig.) | Marcatori |  |